# سودو سيتيدين
السودو سيتيدين هو نوكليوسيد صناعي قاعدته هي السايتوسين وسكره هو الريبوز. وهو مماكب للسيتيدين تكون فيه حلقة البيريميدين دارت 180° حول محور يمر عبر الذرة الثالثة والسادسة للحلقة:
|             |                  |
| سيتيدين، س. | سودو سيتيدين ψس. |

يختلف عن السيتيدين بوجود رابطة غليكوسيدية C–C مكان الرابطة C–N، كما الحال كذلك بالنسبة للسودويوريدين، طرق الصناعة الكيميائية للسودو سيتيدين تم نشرها.